# Akvadukt v Kavali
Akvadukt v Kavali, popularno znan kot Kamares (grško Καμάρες, loki), je dobro ohranjen akvadukt v mestu Kavala v Grčiji in je ena od mestnih znamenitosti.
Medtem ko je akvadukt rimskega izvora, so sedanjo strukturo zgradili Osmani v 16. stoletju. Bizantinski pregradni zid iz zgodnjega 14. stoletja, zgrajen kot del utrdb na akropoli v Kavali, je verjetno deloval tudi kot akvadukt. Če bi bilo tako, bi bil to redek primer bizantinskega akvadukta, saj so bizantinska mesta pogosteje uporabljala vodnjake in cisterne, namesto da bi vzdrževala obstoječe rimske akvadukte ali gradila nove. Pregradni zid je bil zamenjan s sedanjim obokanim akvaduktom med Sulejmanom Veličastnim, ko je popravil in izboljšal bizantinske utrdbe. Nekateri avtorji datirajo to gradnjo v čas obleganja Rodosa leta 1522, vendar je bolj verjeten datum med letoma 1530 in 1536. Še leta 1911 je mesto oskrbovala s pitno vodo z gore Pangej.

## Opis
Loki imajo največjo višino 25 metrov. Slonijo na 18 masivnih medetažah in nosijo dvojni in ponekod trojni niz prekrivajočih se lokov. Zgrajen je bil za premostitev nizkega dela, ki ločuje polotok Panagia od nasprotnih višin. Akvadukt je dolg 6 kilometrov, začne se od tako imenovane Matere vode in doseže mesto preko mostov in rezervoarjev. Celoten južni del in del severnega konca sta bil obnovljen. Dva napisa v arabščini in grščini potrjujeta, da je bilo vse izvedeno leta 1818 s financiranjem Mehmeta Alija. Akvadukt je narejen iz lokalnega granita in številnih elementov. Razdeljen je na tri sklope. Spodnji razpon je sestavljen iz skoraj kvadratnih stebrov s stranicami 6 m in enojnih lokov. V srednjem diazoomu dimenzija vključuje menjavanje enojnih in dvojnih lokov, medtem ko je v zgornjem diazoomu kanal za prenos vode. Na severnem in južnem koncu sta dva zbiralnika, v katerih je bila voda določena s pretočnim sistemom. Od tam je bila voda razdeljena v mesto in v javne fontane, javne stavbe in nekaj zasebnih domov. Leta 1912 so bolgarske oblasti odpravile zaščitne ukrepe in akvadukt spremenile v cesto. Prehod pešcev, čred in kočij je povzročil poškodbe in razpoke na akvaduktu, kar je povzročilo izgubo vode in njeno pogosto onesnaženje.